# Euonymus dielsianus
Euonymus dielsianus là một loài thực vật có hoa trong họ Dây gối. Loài này được Loes. ex Diels mô tả khoa học đầu tiên năm 1900.